# أيمن الهندي (لاعب كرة قدم)
أيمن الهندي لاعب كرة قدم فلسطيني، يلعب في مركز لاعب وسط، ولد في 5 يناير عام 1986.

## مسيرته
لعب أيمن في نادي غزة الرياضي، في مركز لاعب وسط بخط الوسط و اليسار. كما أنه قاد منتخب فلسطين لكرة القدم في مباراته الأولى مقابل الأردن في الضفة الغربية، حيث انتهت المباراة بتعادل 1-1.
ثم انتقل إلى نادي شباب الأمعري عام 2008، و شارك ضمن الفريق في بطولة درع الإتحاد الفلسطيني عام 2009 في مباراة أحرز فيها هدفين، و فازوا بها بهدفين مقابل هدف ضد نادي العربي بيت صفافا، و هدفين في الدوري الفلسطيني الممتاز عام 2009 في مباريتين فازوا بها ضد نادي ترجي واد النيص بهدفين مقابل هدف و نادي مركز طولكرم بأربعة أهداف مقابل هدف واحد.
انتقل بعدها إلى نادي الصداقة عام 2014، حيث شارك في دوري الدرجة الممتازة – قطاع غزة مرتين: الأولى أحرز فيها هدفين فازوا بهم مقابل هدف لـنادي شباب خانيوس عام 2015، و للمرة الثانية في مباراة ضد نادي خدمات المغازي أحرز بها هدف واحد، و فازوا بهدفين مقابل هدف عام 2016.
يلعب أيمن حالياً في نادي خدمات الشاطئ الفلسطيني.